# Megasema ottonis
Megasema ottonis là một loài bướm đêm trong họ Noctuidae.